# Stéphane Dion
Stéphane Maurice Dion (ur. 28 września 1955 w Quebecu) – polityk i dyplomata kanadyjski, lider Liberalnej Partii Kanady w latach 2006–2008. Członek Izby Gmin z Montrealu (okręg Saint-Laurent–Cartierville) od 1996. Znany federalista i przeciwnik secesji Quebecu z Kanady.
Syn politologa i agentki handlu nieruchomościami, urodzonej w Paryżu, po której posiada francuskie obywatelstwo. Absolwent wydziału politologii Uniwersytetu Laval. Przez cztery lata studiował w Paryżu na Institut d'Etudes Politiques de Paris, czego kulminacją był doktorat z socjologii. Od 1984 do 1996 wykładał na Uniwersytecie Montrealu.
W 1996 został mianowany przez premiera Jeana Chrétiena ministrem ds. relacji z prowincjami i terytoriami. Wkrótce został nominowany jako kandydat Liberałów podczas wyborów uzupełniających w okręgu Saint-Laurent–Cartierville, który prawie zawsze wybiera kandydatów Partii Liberalnej. Został wybrany do Izby Gmin 25 marca 1996. Został ponownie wybrany w wyborach w 1997, a potem w 2000, 2004, oraz 2006.
W grudniu 2003 nowy premier, Paul Martin, usunął Diona z rządu w celu zdystansowania się od poprzedniego rządu Chrétiena. Dion został przywrócony do rady ministrów, tym razem jako minister środowiska, w czerwcu tego samego roku po tym gdy Liberałowie uzyskali jedynie mniejszość parlamentarną, tracąc znaczną liczbę posłów z Quebecu.
W 2006 Dion ogłosił swoją kandydaturę w wyborach na lidera Partii Liberalnej. Był postrzegany jako trzeci lub czwarty kandydat za Michealem Ignatieffem oraz Bobem Rae. Niespodziewanie jednak został wybrany 2 grudnia 2006 w czwartej rundzie głosowania, pokonując Ignatieffa stosunkiem 2521 głosów do 2084. Po przegranych wyborach i nieudanej próbie utworzenia koalicji z NDP ze wsparciem Bloc Quebecois w 2008 został zastąpiony na stanowisku lidera partii przez Michaela Ignatieffa.
Od 4 listopada 2015 do 10 stycznia 2017 był ministrem spraw zagranicznych w rządzie Justina Trudeau, a od 1 maja 2017 jest ambasadorem w Niemczech i specjalnym wysłannikiem w Unii Europejskiej.
Jego żona, Janine, wykłada politologię i socjologię na Royal Military College of Canada. Mają adoptowaną córkę, Jeanne.